# I Love You So
| Recensione              | Giudizio |
| ----------------------- | -------- |
| AllMusic                | [ 4 ]    |
| Dizionario del Pop-Rock | [ 5 ]    |

I Love You So è un album della cantante statunitense Natalie Cole, pubblicato dall'etichetta discografica Capitol il 19 marzo 1979.
L'interprete firma interamente i brani Your Lonely Heart e Who Will Carry On.
Dall'album sono tratti i singoli Stand By, Sorry e Your Lonely Heart.

## Tracce

### LP
Lato A
1. I Love You So – 4:49 (Chuck Jackson, Marvin Yancy)
2. You're So Good – 3:23 (Fred Freeman, Harry Nehls)
3. It's Been You – 4:53 (Chuck Jackson, Marvin Yancy)
4. Your Lonely Heart – 4:45 (Natalie Cole)
5. The Winner – 3:40 (Chuck Jackson, Marvin Yancy)

Lato B
1. Oh, Daddy – 4:03 (Christine McVie)
2. Sorry – 4:45 (Chuck Jackson, Marvin Yancy, Jessy Dixon)
3. Stand By – 4:19 (Natalie Cole, Marvin Yancy)
4. Who Will Carry On – 3:36 (Natalie Cole)

## Formazione
- Natalie Cole - voce, cori
- Chuck Bynum - chitarra elettrica, cori (brano: Your Lonely Heart)
- Marvin Yancy - tastiera
- Kenneth "Keni" Burke - basso
- Alvin Taylor - batteria
- Johnny McGhee - chitarra elettrica
- Bobby Eaton - basso
- Teddy Sparks - batteria
- Norman Zeller - chitarra elettrica
- Mark Davis - tastiera
- Phil Upchurch - chitarra elettrica
- Linda Williams - tastiera
- Jeff Eyrich - basso
- Richard Fortune - chitarra elettrica
- Sonny Burke - tastiera
- Oliver C. Brown - percussioni
- Oscar Brashear - tromba
- Bobby Bryant - tromba
- Maurice Spears - trombone
- George Bohanon - trombone
- William E. Green - oboe
- The Colettes, The N. Sisters - cori di sottofondo
- Anita Anderson, Sissy Peoples - cori di sottofondo (brano: Sorry)

Note aggiuntive
- Chuck Jackson, Marvin Yancy e Gene Barge - produttori
- Mark Davis, Gene Barge, Paul Riser e Gene Page - arrangiamenti
- Registrato (parte ritmica) al Sound Factory di Los Angeles, California
- Butch Lynch, Serge Reves e Mark Davis - ingegneri del remixaggio (Sound Factory)
- Registrato (parti vocali) al United Western Recorders di Los Angeles, California
- Gordon Shryock - ingegnere delle registrazioni (United Western Recorders)
- Registrato (parti orchestrali) al ABC Recording Studios di Los Angeles, California
- Reginald Dozier, Jerry Brown, Zoli Osaze e Al Schmitt - ingegneri delle registrazioni (ABC Recording Studios)
- Registrato (parti orchestrali) al MCA/Whitney Recording Studios di Glendale, California
- Frank Kejmar - ingegnere delle registrazioni (MCA/Whitney Recording Studios)
- Remixaggio effettuato al Hollywood Sound di Los Angeles, California da Reginald Dozier
- Remixaggio effettuato al Love 'n' Comfort Studios di Los Angeles, California da Clay McMurray
- Mastering effettuato al Capitol Studios
- Melissa Torme-March - coordinatrice copertina album
- John Ernsdorf - grafica copertina album
- Vincent Frye - foto copertina album[6]

## Classifica
Album
| Anno | Classifica             | Posizione raggiunta |
| ---- | ---------------------- | ------------------- |
| 1979 | Billboard 200          | 52                  |
| 1979 | Top R&B/Hip-Hop Albums | 11                  |

Singoli
| Anno | Titolo del brano  | Classifica            | Posizione raggiunta |
| ---- | ----------------- | --------------------- | ------------------- |
| 1979 | Stand By          | Hot R&B/Hip-Hop Songs | 9                   |
| 1979 | Sorry             | Hot R&B/Hip-Hop Songs | 34                  |
| 1979 | Your Lonely Heart | Hot R&B/Hip-Hop Songs | 59                  |